# N.W.A. and the Posse
N.W.A. and the Posse was de eerste release van de rapgroep N.W.A. Het is een compilatie van een aantal nummers van N.W.A en nummers van Eazy-E. Het album kreeg een gouden plaat van de RIAA.

## Achtergrond
De LP N.W.A. and the Posse kwam in 1987 uit. In 1989 werd het album op CD uitgebracht; op deze versie werd het nummer Scream van Rappinstine vervangen door A Bitch Iz a Bitch van N.W.A zelf. De nummers "Panic Zone", "Dope Man" en "8 Ball" werden in 1987 al eens uitgebracht op Panic Zone, de debuut-EP van de groep.
Eén van de schrijvers van het nummer Panic Zone is de Mexicaanse rapper Krazy Dee. Oorspronkelijk heette het nummer Hispanic Zone, maar omdat Dr. Dre ervan overtuigd was dat niemand een nummer zou kopen met "hispanic" in de titel werd het uiteindelijk uitgebracht onder de titel Panic Zone.
De foto van de albumhoes werd genomen in de buurt van de kantoren van Macola Records, op Santa Monica Boulevard (Hollywood) tussen de straten Vine en El Centro.

## Nummers
| Nr. | Titel               | Artiest             | Duur |
| --- | ------------------- | ------------------- | ---- |
| 1.  | "Boyz-n-the-Hood"   | Eazy-E              | 5:37 |
| 2.  | "8 Ball"            | N.W.A               | 4:26 |
| 3.  | "Dunk the Funk"     | The Fila Fresh Crew | 5:01 |
| 4.  | "Scream"            | Rappinstine         | 3:18 |
| 5.  | "Drink It Up"       | The Fila Fresh Crew | 4:45 |
| 6.  | "Panic Zone"        | N.W.A               | 3:33 |
| 7.  | "L.A. Is the Place" | Eazy-E & Ron-De-Vu  | 4:31 |
| 8.  | "Dope Man"          | N.W.A               | 6:16 |
| 9.  | "Tuffest Man Alive" | The Fila Fresh Crew | 2:16 |
| 10. | "Fat Girl"          | Eazy-E & Ron-De-Vu  | 2:45 |
| 11. | "3 the Hard Way"    | The Fila Fresh Crew | 4:10 |

## Gebruikte samples
Dit overzicht is gebaseerd op informatie van de website Who Sampled.
"Boyz-n-the-Hood"
- "Mr. Big Stuff" van Jean Knight]
- "I'm a Ho" van Whodini
- "Pump That Bass" en "Knowledge Me" van Original Concept
- "Hold It Now, Hit It" van Beastie Boys
- "El Shabazz" van LL Cool J
- "The Barbecue" van Eddie Murphy
- "Change the Beat (Female Version)" van Beside
- "I'll Take You There" van The Staple Singers
- "Pee-Wee's Dance" van Joeski Love
- "Bang Zoom (Let's Go-Go)" van The Real Roxanne feat. Howie Tee
- "Ya Don't Quit" van Ice-T

"8 Ball"
- "Let's Get It On" van  Marvin Gaye
- "Paul Revere", "(You Gotta) Fight for Your Right (To Party!)", "The New Style", "Girls" en "Hold It Now, Hit It" van Beastie Boys
- "It's My Beat" van Sweet Tea
- "Be Thankful for What You Got" van William Devaughn
- "Terminator X Speaks With His Hands" en "Too Much Posse" van Public Enemy
- "Yes, We Can Can" van Pointer Sisters
- "Hollywood Swinging" van Kool & the Gang
- "Go See the Doctor" van Kool Moe Dee
- "My Melody" van Eric B. & Rakim

"Dunk the Funk"
- "Change the Beat (Female Version)" van Beside

"Scream"
- "The Payback" en "I Got Ants in My Pants" van James Brown
- "(Not Just) Knee Deep" van Funkadelic
- "Top Billin'" van Audio Two
- "Sing a Simple Song" van Sly & The Family Stone
- "Kool Is Back" van Funk, Inc.
- "Change the Beat (Female Version)" van Beside

"L.A. Is the Place"
- "Brazilian Rhyme (Beijo Interlude)" van Earth, Wind & Fire
- "Hollywood Squares" van Bootsy's Rubber Band
- "Slow and Low" en "Time to Get Ill" van Beastie Boys
- "Take Me to the Mardi Gras" van Bob James
- "Kool Is Back" van Funk, Inc.
- "Change the Beat (Female Version)" van Beside

"Dope Man"
- "Funky Worm" van Ohio Players
- "Dance to the Drummer's Beat" van Herman Kelly & Life
- "My Posse" van C.I.A.
- "Freestyle Live (Unedited Version)" van Roxanne Shanté feat. Biz Markie

"Fat Girl"
- "No Sleep till Brooklyn" van Beastie Boys

## Medewerkers

### N.W.A
- Eazy-E
- Ice Cube
- Dr. Dre
- DJ Yella
- MC Ren
- Arabian Prince

### The Fila Fresh Crew
- Doc T
- Fresh K
- Dr. Rock

### Overige medewerkers
- Ron-De-Vu
- Krazy Dee
- Egyptian Lover
- Michael "Microphone Mike" Troy

Eazy-E · Dr. Dre · Ice Cube · MC Ren · DJ Yella · Arabian Prince